# 原級留置
原級留置（げんきゅうりゅうち）とは、学校に在籍している児童・生徒・学生（在学生）が、何らかの理由で進級しないで同じ学年を繰り返して履修すること。俗に落第や留年とも呼ばれる。

## 概要
落第や留年に対する公式の表現で、在学生に対しこうした処分を課すことを原級留置処置、原級留め置き、または留級と表記される場合もある。対義語は、「及第」・「通常の進級」である。
類似のケースに当たるものに小学校就学を標準よりも遅らせる「就学猶予」、学校卒業後の上級学校への進学時に期間が空く「過年度進学」がある。また、東京大学教養前期課程においては、進学選択で3年生からの所属先が決まらない場合に、学年の途中で2年生から1年生となる「降年」という制度が行われている。

## 学校制度上の原級留置
原級留置の扱いは国によっても初等教育・中等教育・高等教育の段階によっても異なる。
特に初等教育や中等教育では、課程主義をとっていて留年率の高い国（フランス、ドイツ、フィンランドなど）もあれば、制度上・理論上は留年となりうるが実態上は留年がない国（イギリスや日本など）もある。
原級留置の処置にされるケースには以下のような場合がある。

### 当人の責めに帰すべき事由の場合
1. 成績の不良。
2. 不登校や当人の不祥事による謹慎・停学などにより、出席日数が不足した場合（謹慎や停学の日数は出席日数に含まれない）。
3. 私生活面においてだらしない（遅刻が多過ぎる、授業中寝ている、課題のレポート未提出など）。
4. その他児童・生徒・学生としてふさわしくない行為があった場合。

### 当人の責めに帰さない事由の場合
1. 事故や病気、障害などにより長期の入院や加療を要する場合。
2. 休学（海外留学などの場合）。
3. その他、本人が希望する場合（一部の大学では延長して在籍が認められている）。

## 日本の学校制度
日本の大多数は6歳で就学し、15歳で中学校を卒業するということが常態になっているが、学校教育法は諸学校の在学年齢/卒業年齢に上限を設けないため、実務上は高年齢児童生徒の学年に飛び級ができる。
なお、認定こども園を含む幼稚園、義務教育期間の9年間を学修する小学校、中学校等の学齢期（15歳以下）の学校である前期中等教育では年齢相当の学年を履修しなくても所属しうる最高学年に編入学できるが、高等学校、高等専門学校、大学などの後期中等教育以降では同等の教育機関で履修したことがない限り、最初から履修する必要がある。
高等学校以上の課程では留年可能回数の上限や在学可能期限の上限を設ける場合もあるが、大学院修士課程のような極めて厳格な校則だと「一度たりとも留年を認めず、即退学とする」場合もあり、続いて「留年は1度だけ認めるが、2度目の留年が決定した場合は即退学とする」場合もある。

### 公的な表記
公式用語は「原級留置」。「原級」は明治時代の等級制の名残であり、学年制では「原学年留置」となるが、慣例的に原級留置の語が使われている。しかし、「留置」という言葉は勾留施設でもある留置場を連想させるとして、戦前は「原級据え置き」と表記したり、現在でも「げんきゅうとめおき」「原級留め置き」と表記もする人もいる。

### 実態と統計
後期中等教育(高等学校と中等教育学校後期課程以降)以降での原級留置数は公表されているが、小中学校については統計が公表されていない。
教育委員会規則において公立小中学校の「校長は、児童又は生徒を原級留置したときは、速やかに教育長に報告しなければならない」と定められる場合があり、学齢超過の人数については在学者と年齢を区分した国勢調査で知ることができる(詳細は「年齢主義と課程主義」)。

#### 小学校・中学校
日本の学校制度では、大部分の公立小学校・中学校の学年は年齢主義を取っており、就学猶予者、帰国子女などの特段な事情がある場合を除き、年齢によって所属する学年が決められる運用がされている。学校教育法施行規則では小中学校の各学年の修了や卒業は児童生徒の「平素の成績」を評価して認定するよう定めており、児童生徒の成績不良を理由に校長の判断で原級留置させることも可能であり、学年末には「進級判定会議」「卒業判定会議」が存在する。
かつては、病気療養等を理由とする長期欠席による原級留置が公立小中学校における学校判断である程度見られた。これは1953年（昭和28年）に兵庫県教育委員会教育長の照会に対し、文部省（中央省庁再編後の文部科学省）初等中等教育局長が「一般的にいって、第3学年の総授業時数の半分以上も欠席した生徒については、特別の事情のない限り、卒業の認定が与えられないのが普通であろう」と回答しており（s:課程の修了又は卒業の認定等について）、この通知が公立中学校において出席日数を元に進級・卒業の判断をする根拠となっていた時期もあった。
一方、平成時代の1990年代に入って長期欠席児童生徒が急増し、1990年代以降は児童生徒の保護者が強く希望した場合に原級留置が僅かに取られる程度となり、前述の文部省通知は事実上効力を失いつつあり、公立小学校・中学校において成績不良や出席日数未達であっても進級・卒業をさせる運用をしている（その代わり、どんなに優秀な成績でも飛び級も行わない）。このように学校から進級・卒業を拒否されることは基本的にないが、特に中学校3年生の場合は上記理由で高校入試の受験資格を得られなくなることがあるので、単位を取り直すために生徒や親の希望で留年する場合はある。
一方で児童や保護者が自主的な原級留置を希望しても、年齢主義を理由に学校または教育委員会などの関係機関から拒否されるケースもあり、児童の親（保護者）が長期欠席を理由に積極的に留年を求めて拒否されて強制進級となったために裁判に訴えて、1993年（平成5年）8月30日に神戸地方裁判所で「進級は正当」との判決が下った神戸市立小学校強制進級事件の例がある。但し監禁など生徒が当人の責めに帰さない事由で長期間にわたり通学できなかった場合、自主的な原級留置を受け入れる、あるいは原級留置をするかどうかを選択できる場合もある。
近年では、ひきこもりになったり、怠学する児童生徒が数年に渡って通学しないにも拘わらず進級させており、その児童生徒がのちに小中学校に通学の意思を持っても、授業復帰はかなり困難なものとなってしまう。中には小学生でひきこもりになり、中学校に一日も通っていないのに、中学校を卒業させる事例すらある。
なお、入試・進級試験制の私立の小学校・中学校では成績不良による留年例はある程度見られるといわれる（「（中学部以上で）学習到達度の不足による原級留置がある」ことを明言している玉川学園の例など）。
2004年（平成16年）9月、当時の文部科学大臣河村建夫は朝日新聞のインタビューに応じ、「これまでほとんど死文化していた義務教育期での留年を、対象を拡大できるように研究する」と話した。
自治体教育委員会は、各学校から報告される原級留置者数を取りまとめているため、内部記録としては情報がある場合がある。

#### 高等学校
特別支援学校高等部を含む高等学校などの学年制の場合、成績優秀でも成績不良や修得単位数不足、登校日数や出席時間数が基準に達しない、または学校の判断によって異なるが評定の数値が著しく悪い場合などは原級留置の候補者となる。実際にはクラブ活動、他教科等の学業態度を考慮して決定され、履修不認定で自動的に留年とするか、単位修得不認定ではあるが、原級留置の対象から外されること（仮進級とも呼ばれる）が多い。なお、体操着など学年毎に仕様が異なる学用品がある場合、留年しても買い替えは強制されないことが多い。
単位制では卒業時までに単位を修得すればよいので留年という概念が存在しない（但し、修得単位数不足で卒業保留や卒業延期になり、ホームルーム活動のためにクラス編成を行う場合はある）。
修了年限を越えた者には国立及び私立高校在学者対象の高等学校等就学支援金制度は適用されず、2010年度（平成22年）から実施された公立高等学校の授業料無償化に関しては、学校設置者（地方公共団体：各都道府県、特別区または市町村教育委員会）の対応に委ねられる。

#### 高等専門学校
高等専門学校（高専）では、大学と同様に一定の単位数以上をその学年で取得できなかった場合、留年となる。これは、一般の高等学校の修業年限に当たる1～3学年においても例外ではない。
多くの高専で、本科（準学士課程）に10年を超えて在籍することは出来ず、また同一学年には2年を超えて在籍することは出来ないため、上の学年に二度続けて進級できなかった場合には、除籍となる。

#### 大学
単位数が一定基準に満たない場合、留年となることが多い。高等学校までとは違い、すでに取得した単位は有効であり、不足している部分だけ翌年度に再履修し、進級要件を満たせば、進級できる。まれに、必修科目が廃止あるいは履修年次変更になった等で履修できる科目がない場合は1年間休学することで進級要件を満たすことができる。
通常の課程の場合、修業年限の2倍（例：4年制学部では8年、6年制学部では12年）を超えて在籍することはできないことが多い。
大学回生制度（主に関西地方）を採用している場合は成績にかかわらず、1年おきに数字を増していくので入学5年目であれば5回生、6年目であれば6回生と表記されるため留年という制度はない。その場合でも8年（12年）を越えて在学することは不可能であることが多い。
ただし、大学通信教育の課程の場合は、4年制学部でも10年程度在籍できる場合もあり、かつ、再入学も通学の課程に比べてしやすいことが多い。
なお、休学期間は在籍年数にカウントされないため、その場合は8年以上同じ大学に在籍している可能性がある（ゴダイゴのタケカワユキヒデが音楽と学業を両立させるためこの制度を利用し、休学と復学を繰り返して12年間在籍した）。
大学生が留年する理由にはさまざまなものがあるが、留年者を出身高校別に分析してみると相当のばらつきがある。特に「管理型の進学校、全寮制」の留年率は高いと東京大学のミニコミ誌『恒河抄』は分析している。
通常、留年は学生が進級・卒業要件を満たすことが出来なかった場合に起こることであるが、近年では就職が決まらなかったあるいは教職等の免許が取れなかった等の理由で、卒業要件を満たしながら意図的に卒業せず大学に学籍を残す例（就職留年）が急増している。そうしたことを背景に、「希望留年制度」を新たに設けた大学も存在する。

### 原級留置をめぐる事件
- 神戸高専剣道実技拒否事件
- 明治大学法学部大量留年事件
- 神戸市立小学校強制進級事件

## ヨーロッパの学校制度

### イギリス
イギリスの義務教育課程では留年制度についての規定はないが理論的には可能とされている。実態的には留年になることはほとんどなく、生徒は年齢とともに自動進級する。
保守党政権下で初等学校最終学年での進級判定制度の導入が検討されたことがあるが見送られている。
2009年のOECDの調査では15歳生徒のうち初等教育で1.6%、前期中等教育で0.8%の生徒が留年したことがある。

### フランス
フランスの義務教育課程は課程主義で留年制度もあるが親は異議を申し立てることができる。
2009年のOECDの調査では15歳生徒のうち初等教育で17.8%、前期中等教育で23.5%の生徒が留年したことがある。

### ドイツ
ドイツの義務教育課程は課程主義で留年は親と学校が相談した上で決定する。
2009年のOECDの調査では15歳生徒のうち初等教育で9.2%、前期中等教育で14.2%の生徒が留年したことがある。

### フィンランド
フィンランドの義務教育課程も課程主義で留年は親と学校による協議で決定する。
2009年のOECDの調査では15歳生徒のうち初等教育で2.4%、前期中等教育で0.5%の生徒が留年したことがある。

## アメリカ合衆国の学校制度
アメリカ合衆国の学校制度では単位制がとられているため制度的に留年も存在する。
2009年のOECDの調査では15歳生徒のうち初等教育で11.2%、前期中等教育で4.2%の生徒が留年したことがある。ただし、能力に応じた学年に配置するという原則に基づき留年とともに飛び級も制度化されているため、実際には留年よりもドロップアウトが問題となる。
アメリカ合衆国の高校では単位不足による卒業延期制度がある。大半の州では高校卒業試験制度が導入されており、そこでは試験不合格者を卒業延期とする制度が採用されている。

## 留年をテーマにした作品

### 漫画
- またぞろ。（幌田、2019年-）
- 留年!とどめ先輩（川村拓、2019年-2021年）